# Gina Lewandowski

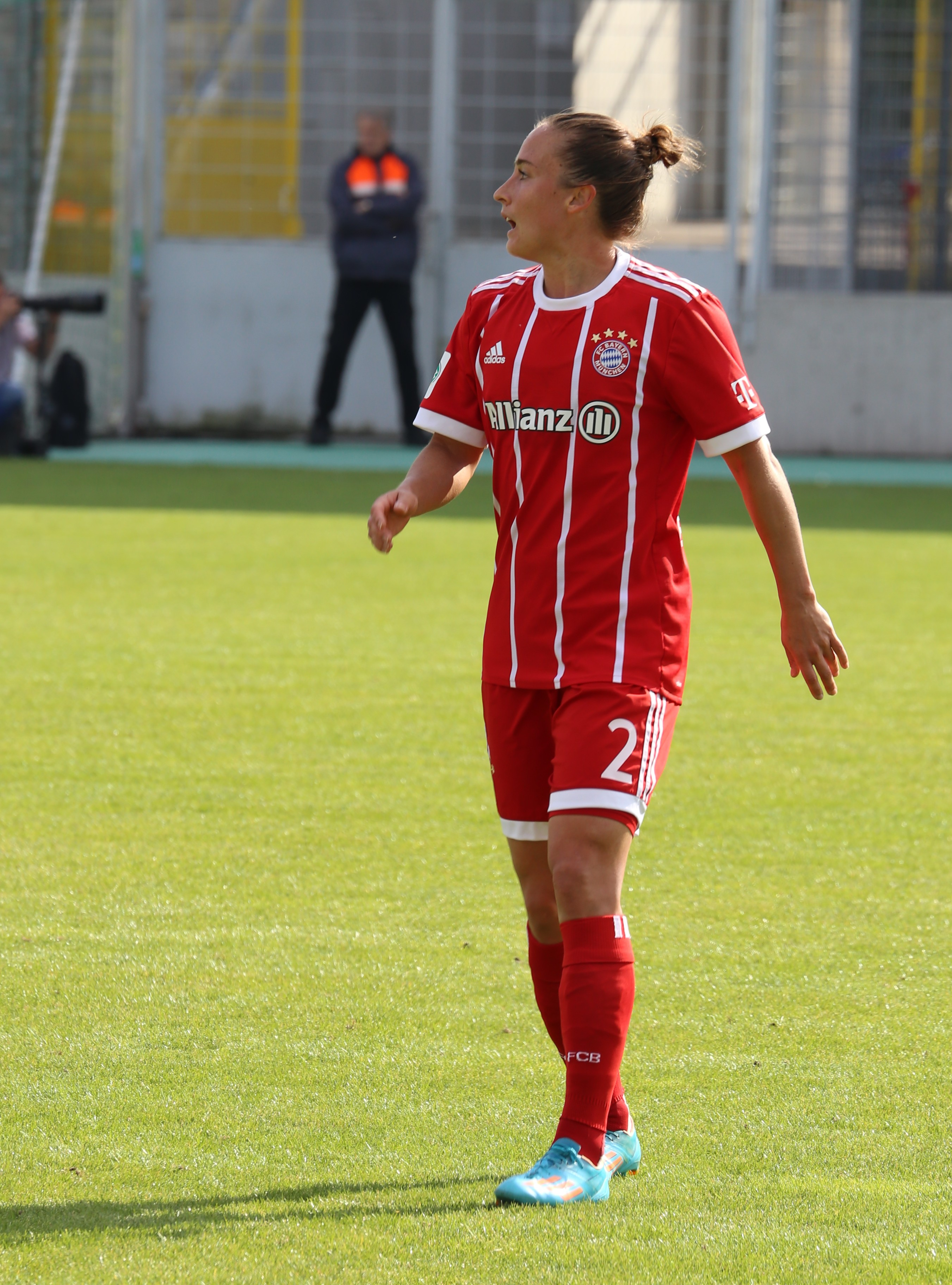
September 2017

Gina Loren Lewandowski (* 13. April 1985 in Bethlehem, Pennsylvania) ist eine ehemalige US-amerikanische Fußballspielerin.

## Karriere
Lewandowski spielte als Studentin an der Lehigh University von 2003 bis 2005 über drei Spielzeiten für die Mountain Hawks in der Patriot League. In ihrem ersten Jahr (12 Tore in 19 Spielen) wurde sie mit Rookie of the Year ausgezeichnet, anschließend zwei Jahre in Folge mit dem Titel Offensive Player des Jahres. Es folgte jeweils eine Spielzeit für die Northampton Laurels und die Charlotte Lady Eagles in der USL W-League, der zweithöchsten Spielklasse im US-amerikanischen Frauenfußball.
Am 30. Juli 2007, zu Saisonbeginn 2007/08, wechselte sie gemeinsam mit Alexandra Krieger zum Bundesligisten 1. FFC Frankfurt. Ihr Debüt gab sie am 7. Oktober 2007 (3. Spieltag) beim 6:1-Sieg im Heimspiel gegen den Hamburger SV. Nach drei Spielzeiten ohne Torerfolg gelang ihr ihr erster Bundesligatreffer am 3. Oktober 2010 (8. Spieltag) beim 5:1-Sieg im Heimspiel gegen Bayer 04 Leverkusen mit dem Treffer zum zwischenzeitlichen 2:0 in der 16. Minute. Ihr zweites Tor erzielte sie am 13. März 2011 (22. Spieltag) beim 8:2-Sieg im Heimspiel gegen ihren zukünftigen Verein, dem FC Bayern München. Am 6. April 2011 wechselte sie bis Anfang August auf Leihbasis zum Erstligisten Western New York Flash, für den sie sechs Spiele absolvierte.
Am 17. Mai 2012 unterschrieb sie einen Vertrag mit dem FC Bayern München. Die Meldung über den Wechsel auf der Homepage des Sportmagazins Reviersport wurde zum meistangeklickten Artikel aller Zeiten, da viele Leser dachten, dass der Spieler Robert Lewandowski von Borussia Dortmund zu Bayern München wechseln würde. Ihr Debüt für den FC Bayern München gab sie in der Bundesliga am 23. September 2012 (3. Spieltag) beim 4:0-Sieg im Heimspiel gegen den FF USV Jena. 2015 und 2016 gewann sie mit dem FC Bayern München die deutsche Meisterschaft. 2019 verließ sie den FC Bayern München und wechselte zurück in die USA zu Sky Blue FC.
Am 25. Oktober 2015 debütierte sie in Orlando beim 3:1-Sieg gegen Brasilien in der A-Nationalmannschaft der Vereinigten Staaten.

## Erfolge
- UEFA-Pokalsieger 2008 (mit dem 1. FFC Frankfurt)
- Deutscher Meister 2008 (mit dem 1. FFC Frankfurt), 2015, 2016 (mit dem FC Bayern München)
- DFB-Pokal-Sieger 2008, 2011 (mit dem 1. FFC Frankfurt)
- DFB-Pokal-Finalist 2018

## Auszeichnungen
- Rookie of the Year 2003
- Offensive Player of the Year 2004, 2005

## Sonstiges
Lewandowski diplomierte im Fach Biologie an der Johann-Wolfgang-Goethe-Universität Frankfurt am Main.